# Ананьевка (приток Раздольной)
Ананьевка — река в Надеждинском районе на юге Приморского края России, правый приток реки Раздольной.

## Описание
До 1972 года называлась Эльдуга Большая (Вторая речка).
Исток Ананьевки находится на юго-восточных склонах горы Бархатной. Течёт река на восток, в нижнем течении после селения Виневитино поворачивает на юг и протекает вместе с рекой Раздольной по широкой долине, ширина которой колеблется от 100—200 м в верховьях до 1,5—2 км в среднем и нижнем течении. На всём протяжении реки местность покрыта смешанными кедрово-хвойно-широколиственными лесами. Пойма не широкая, в верховьях ширина её не превышает 10 м, далее постепенно увеличивается до 200 м. Поверхность поймы пересекают пади, старицы и протоки. Берега крутые, обрывистые высотой до 3 м, ширина реки меняется от 3 до 15 м, глубина — 0,2—0,7 м, скорость течения — 0,7—0,85 м/с. Питание реки преимущественно дождевое. Замерзание реки начинается в первой декаде ноября, очищение ото льда — в апреле. Основные притоки: реки Малая Ананьевка, Старица, Грязная. Кроме этого в Ананьевку впадает более 90 малых речек и ручьёв.

### Данные водного реестра
- Код водного объекта в государственном водном реестре (ГВР) — 20040000412118200011027
- Код по гидрологической изученности (ГИ) — 118201102[4].

### Населённые пункты в долине реки Ананьевки
Вниз по течению: пос. Горное, ж.-д. станция Виневитино, пос. Ключевой.